# Словник художників України
Словни́к худо́жників Украї́ни — словник, виданий 1973 року в Києві (Академія наук УРСР; Головна редакція Української радянської енциклопедії).
Редакційна колегія: Микола Бажан (відповідальний редактор), Василь Афанасьєв (заступник відповідального редактора), Платон Білецький, Василь Бородай, Борис Бутник-Сіверський, Григорій Головко, Василь Касіян, Григорій Логвин, Юрій Турченко.
У книзі вміщено 526 чорно-білих ілюстрацій, 50 — кольорових.
Словник художників України є своєрідним доповненням до шеститомної «Історії українського мистецтва». Він містить відомості майже про дві з половиною тисячі діячів українського образотворчого, декоративно-ужиткового мистецтва та архітектури від найдавніших часів до наших днів. Сюди ввійшли інформаційні матеріали майже про всіх художників, архітекторів та мистецтвознавців, що їх згадано в «Історії українського мистецтва», а також про тих митців, які з тих чи інших причин в тому виданні не згадуються. Додатково використано такі видання, як:
- Ф. Ернст «Українське малярство XVII—XX сторіч. Провідник по виставці» (К., 1929);
- В. Січинський «Історія українського граверства XVII—XVIII століття» (Львів, 1937);
- В. Касіян, Ю. Турченко «Українська радянська графіка» (К., 1957);
- Я. П. Затенацький «Український радянський живопис» (К., 1958);
- Б. С. Бутник-Сіверський «Советский плакат эпохи гражданской войны. 1918—1921» (М., 1960);
- П. М. Жолтовський «Словник-довідник художників, що працювали на Україні в XVI—XVIII ст.» (К., 1963);
- П. О. Білецький «Український портретний живопис XVII—XVIII ст. Проблеми становлення і розвитку» (К., 1968);
- М. М. Кубанська-Попова «Києво-Печерський державний історико-культурний заповідник. Стародруки XVI—XVIII ст.: Каталог» (К., 1971);
- «Художники народов СССР: Биобиблиографический словарь» (М., 1971—1972).

У переліках літератури подано лише публікації, присвячені митцям безпосередньо, а також їх альбоми, каталоги персональних виставок.